# Colepia
Colepia is een vliegengeslacht uit de familie van de roofvliegen (Asilidae).

## Soorten
- C. abludo (Daniels, 1983)
- C. comatacauda Daniels, 1987
- C. compernis Daniels, 1987
- C. cultripes Daniels, 1987
- C. chrysochaites Daniels, 1987
- C. flavifacies Daniels, 1987
- C. horrida Daniels, 1987
- C. ignicolor Daniels, 1987
- C. ingloria (Mac Leay, 1827)
- C. lanata Daniels, 1987
- C. malleola (Walker, 1849)
- C. naevia Daniels, 1987
- C. novaeguineae Daniels, 1987
- C. rufiventris (Macquart, 1838)